# Њемачки национализам у Аустрији
Њемачки национализам (њем. Deutscher Nationalismus) политичка је идеологија и историјски догађај у аустријској политици. Појавио се у 19. вијеку као националистички покрет међу њемачким говорним становништвом Аустроугарског царства. Фаворизује блиске везе са Њемачком, коју види као националну државу за све етничке Нијемце, као и могућност укључивања Аустрије у састав Велике Њемачке.
Током аустријске историје, од Аустријског царства до Аустроугарског царства и Прве и Друге аустријске републике, неколико политичких партија и група изразивало је пангерманска национална осјећања. Национал-либералне и пангерманске партије називане су трећим покретом аустријске политике, јер су традиционално рангирани иза редовнох традиционалних католичких и конзервативаца и социјалиста. Слободарска партија Аустрије, десничарска политичка партија са заступницима у Парламенту Аустрије, има пангерманске коријене. Послије Другог свјетског рата, и пангерманизам и идеја политичке уније са Њемачком биле су дискредитоване њиховом повезаношћу са нацизмом и порастом грађанског аустријског националног идентитета.